# Né pour être vivant
Né pour être vivant est un roman de Yann Fortier paru en 2020 aux éditions Marchand de feuilles.

## Résumé
Réflexion mélancolique sur la célébrité instantanée, Né pour être vivant raconte l’épopée d’Antoine Ferrandez, un chanteur disco qui connaît un succès planétaire grâce au titre Born To Be, Or Not To Be (Born).

## Personnages
Le protagoniste principal, Antoine Ferrandez, est inspiré du chanteur français Patrick Hernandez, dont le single Born to Be Alive a connu un succès mondial en 1979.